# Hendrik I van Vaudémont
Hendrik I van Vaudémont (1232-1278) was van 1244 tot aan zijn dood graaf van Vaudémont. Hij behoorde tot het huis Lotharingen.

## Levensloop
Hendrik I was de zoon van graaf Hugo III van Vaudémont en Margaretha van Bar, dochter van graaf Theobald I van Bar. In 1244 volgde hij zijn vader op als graaf van Vaudémont. Wegens zijn minderjarigheid werd hij onder het regentschap geplaatst van ridder Hendrik van Bois, die later met zijn moeder hertrouwde. In 1247 werd hij volwassen verklaard.
Van 1248 tot 1250 nam hij deel aan de Zevende Kruistocht naar Egypte, waarna hij in 1251 samen met graaf Theobald II van Bar de bisschop van Toul ondersteunde bij het neerslaan van de opstand van de burgerij van Toul. In de Vlaams-Henegouwse Successieoorlog koos hij partij voor het huis Dampierre, dat in juli 1253 bij de Slag bij Westkapelle een nederlaag leed tegen graaf Jan I van Henegouwen en graaf Willem II van Holland. Na het overlijden van Jacob van Lotharingen, de bisschop van Metz, brak er in 1260 een oorlog uit tussen de graaf Theobald II van Bar en hertog Ferry III van Lotharingen over de opvolging in het bisdom. Hierbij steunde Hendrik I graaf Theobald II van Bar.
Hendrik stelde zich samen met zijn oudste zoon Reinoud in dienst van prins Karel van Anjou, die ze in 1265 begeleidden bij de verovering van het koninkrijk Sicilië. In 1270 nam Hendrik samen met Karel deel aan de Achtste Kruistocht naar Noord-Afrika. Na zijn terugkeer in 1271 werd Hendrik door Karel van Anjou beleend met het graafschap Ariano en benoemd tot vicaris-generaal van Toscane. In 1278 stierf Hendrik terwijl hij op diplomatieke missie was in Griekenland.

## Huwelijk en nakomelingen
In 1252 huwde Hendrik met Margaretha (overleden na 1293), dochter van Gwijde I van La Roche, hertog van Athene. Ze kregen volgende kinderen:
- Reinoud (1252-1279), graaf van Vaudémont
- Hendrik II (1255-1299), graaf van Vaudémont
- Jacob (overleden in 1299), heer van Bainville-aux-Miroirs
- Gwijde (overleden in 1299), kanunnik van Toul
- Catharina, huwde met Carlo di Lagonessa, seneschalk van Sicilië
- Alix, huwde met Louis de Roeriis
- Margaretha, huwde met Tomasso II di Sanseverino, graaf van Marsico